# 小行星2115
小行星2115（2115 Irakli）是一颗围绕太阳公转的小行星。1976年10月24日，理察·馬丁·威斯特在拉西拉天文台发现了此天体。
該小行星以威斯特的兒子伊拉克利·威斯特（Irakli West）命名。
这颗小行星的绝对星等为336.2868392754203等。